# Bellota modesta
Bellota modesta är en spindelart som först beskrevs av Arthur M. Chickering 1946.  Bellota modesta ingår i släktet Bellota och familjen hoppspindlar. Inga underarter finns listade.